# Masakra w Maspero
Masakra w Maspero – wydarzenia mające miejsce w Kairze między 9 a 10 października 2011 r. Pokojowy protest Koptów przeciwko niszczeniu chrześcijańskich kościołów w Górnym Egipcie został zaatakowany przez armię rządową. W wyniku ostrzału 28 osób poniosło śmierć, a 212 osób zostało poważnie rannych.